# Seznam ostrovů Portugalska v Africe
Největší ostrovy Portugalska v Africe (portugalsky ostrov — ilha). Tabulka zahrnuje ostrovy větší než 1 km² seřazené podle velikosti. Tyto ostrovy tvoří autonomní regiony Portugalska Azory a Madeiru a všechny se nacházejí v Atlantském oceánu. 

## Podle velikosti

### Obydlené ostrovy a ostrovy větší než 1 km²
|    | ostrov          | portugalsky         | rozloha (km²) | pobřeží (km) | max.nadm. výška (m) | nejvyšší vrchol        | počet obyvatel | hustota zalidnění | největší sídlo         | skupina | ostrovů               |
| -- | --------------- | ------------------- | ------------- | ------------ | ------------------- | ---------------------- | -------------- | ----------------- | ---------------------- | ------- | --------------------- |
| 1  | São Miguel      | Ilha de São Miguel  | 746,82        | —            | 1 103               | Pico da Vara           | 137 830        | 184,56            | Ponta Delgada          | Azory   | Východní skupina Azor |
| 2  | Madeira         | Ilha da Madeira     | 742,41        | —            | 1 862               | Pico Ruivo             | 262 456        | 353,52            | Funchal                | Madeira | Madeira               |
| 3  | Pico            | Ilha do Pico        | 447,00        | —            | 2 351               | Montanha do Pico       | 14 148         | 31,65             | Madalena               | Azory   | Střední skupina Azor  |
| 4  | Terceira        | Ilha Terceira       | 402,20        | —            | 1 021               | Serra de Santa Bárbara | 56 437         | 140,32            | Angra do Heroísmo      | Azory   | Střední skupina Azor  |
| 5  | São Jorge       | Ilha de São Jorge   | 237,59        | —            | 1 053               | Pico da Esperança      | 9 171          | 38,60             | Velas                  | Azory   | Střední skupina Azor  |
| 6  | Faial           | Ilha do Faial       | 172,43        | —            | 1 043               | Cabeço Gordo           | 14 994         | 86,96             | Horta                  | Azory   | Střední skupina Azor  |
| 7  | Flores          | Ilha das Flores     | 141,70        | —            | 914                 | Morro Alto             | 3 793          | 26,77             | Santa Cruz das Flores  | Azory   | Západní skupina Azor  |
| 8  | Santa Maria     | Ilha de Santa Maria | 97,40         | —            | 590                 | Pico Alto              | 5 552          | 57,00             | Vila do Porto          | Azory   | Východní skupina Azor |
| 9  | Graciosa        | Ilha da Graciosa    | 60,66         | —            | 405                 | Pico do Coirão         | 4 391          | 72,39             | Santa Cruz da Graciosa | Azory   | Střední skupina Azor  |
| 10 | Porto Santo     | Ilha de Porto Santo | 42,48         | —            | 516                 | Pico do Facho          | 5 483          | 129,07            | Vila Baleira           | Madeira | Porto Santo           |
| 11 | Corvo           | Ilha do Corvo       | 17,13         | —            | 718                 | Morro dos Homens       | 430            | 25,10             | Vila do Corvo          | Azory   | Západní skupina Azor  |
| 12 | Deserta Grande  | Deserta Grande      | 10,00         | —            | 479                 | Boqueiro Norte         | 0              | 0                 | —                      | Madeira | Ilhas Desertas        |
| #  | Bugio           | Ilha do Bugio       | 3,00          | —            | 411                 | —                      | 0              | 0                 | —                      | Madeira | Ilhas Desertas        |
| #  | Selvagem Grande | Selvagem Grande     | 2,45          | —            | 163                 | —                      | 5              | 2,04              | —                      | Madeira | Ilhas Selvagens       |
| #  | Cal             | Ilhéu da Cal        | 1,00          | —            | 178                 | —                      | 0              | 0                 | —                      | Madeira | Porto Santo           |
| #  | Chão            | Ilhéu Chão          | 1,00          | —            | 98                  | —                      | 0              | 0                 | —                      | Madeira | Ilhas Desertas        |

### Neobydlené ostrovy větší než 0,1 ha
|    | ostrov               | portugalsky                   | rozloha (ha) | pobřeží (km) | max.nadm. výška (m) | nejvyšší vrchol | autonomní společenství | okres obec             | ostrov souostroví           |
| -- | -------------------- | ----------------------------- | ------------ | ------------ | ------------------- | --------------- | ---------------------- | ---------------------- | --------------------------- |
| 1  | Cevada               | Ilhéu da Cevada               | 50,00        | —            | 90,0                | —               | Madeira                | Machico                | Madeira                     |
| 2  | Cima                 | Ilhéu de Cima                 | 32,00        | —            | 111,0               | —               | Madeira                | Porto Santo            | Porto Santo                 |
| 3  | Selvagem Pequena     | Selvagem Pequena              | 30,00        | —            | 49,0                | —               | Madeira                | Funchal                | Ilhas Selvagens             |
| 4  | Ferro                | Ilhéu de Ferro                | 25,80        | —            | 115,0               | —               | Madeira                | Porto Santo            | Porto Santo                 |
| 5  | Farol                | Ilhéu do Farol                | 20,00        | —            | 93,0                | —               | Madeira                | Machico                | Madeira                     |
| 6  | Topo                 | Ilhéu do Topo                 | 20,00        | —            | 13,0                | —               | Azory                  | Calheta                | São Jorge                   |
| 7  | Velký Cabras         | Ilhéu Grande                  | 19,04        | —            | 147,0               | —               | Azory                  | Angra do Heroísmo      | Terceira, Ilhéus das Cabras |
| 8  | Praia                | Ilhéu da Praia                | 10,00        | —            | 52,0                | —               | Azory                  | Santa Cruz da Graciosa | Graciosa                    |
| 9  | Malý Cabras          | Ilhéu Pequeno                 | 9,10         | —            | 68,0                | —               | Azory                  | Angra do Heroísmo      | Terceira, Ilhéus das Cabras |
| 10 | Maria Vaz            | Ilhéu da Vila do Porto        | 9,00         | —            | 161,0               | —               | Azory                  | Santa Cruz das Flores  | Flores                      |
| 11 | Baixo                | Ilhéu de Baixo                | 9,00         | —            | 74,0                | —               | Azory                  | Santa Cruz da Graciosa | Graciosa                    |
| 12 | Fora                 | Ilhéu de Fora                 | 8,00         | —            | 18,0                | —               | Madeira                | Funchal                | Ilhas Selvagens             |
| 13 | Vila do Porto        | Ilhéu da Vila do Porto        | 7,70         | —            | 52,0                | —               | Azory                  | Vila do Porto          | Santa Maria                 |
| 14 | Vila Franca do Campo | Ilhéu de Vila Franca do Campo | 6,20         | —            | 62,0                | —               | Azory                  | Vila Franca do Campo   | São Miguel                  |
| 15 | Fora                 | Ilhéu de Fora                 | 5,00         | —            | 67,0                | —               | Madeira                | Porto Santo            | Porto Santo                 |
| 16 | Cenouras             | Ilhéu das Cenouras            | 4,80         | —            | 109,0               | —               | Madeira                | Porto Santo            | Porto Santo                 |
| 17 | Fonte da Areia       | Ilhéu da Fonte da Areia       | 3,10         | —            | 79,0                | —               | Madeira                | Porto Santo            | Porto Santo                 |
| 18 | São Lourenço         | Ilhéu de São Lourenço         | 3,00         | —            | 84,0                | —               | Azory                  | Vila do Porto          | Santa Maria                 |
| 19 | Baleia               | Ilhéu da Baleia               | 1,00         | —            | —                   | —               | Azory                  | Santa Cruz da Graciosa | Graciosa                    |
| 20 | Formigão             | Ilhéu do Formigão             | 0,79         | —            | 11,0                | —               | Azory                  | Vila do Porto          | Santa Maria, Formigas       |
| 21 | Monchique            | Ilhéu do Monchique            | 0,25         | —            | 43,0                | —               | Azory                  | Lajes das Flores       | Flores                      |

### Ostatní nezařazené ostrůvky
- Azory: Lagoinhas (Corvo), Alagado (Flores), Gaivota, Navio (oba Graciosa), Delgado, Escamirro, Moças, Pesqueiro (všechny Pico), Rosto de Cão (São Miguel), Lagoinhas (Santa Maria), Norte (Terceira)

### Ostatní nezařazená souostroví
- Azory: Barro Vermelho, Ponta da Barca (obě Graciosa), Madalena (Pico), Rosais (São Jorge), Mosteiros (São Miguel), Formigas (Santa Maria), Fradinhos (Terceira)

- Madeira